# Estrecho de Macasar
El estrecho de Macasar, Makasar o Makassar (en indonesio, selat Makassar) es un estrecho marino que separa la isla de Borneo y la isla Célebes, en Indonesia. Comunica el mar de Célebes, al norte, con el mar de Java, al sur. Se trata de un estrecho que forma parte de una ruta de navegación alternativa para los navíos oceánicos que encuentran dificultades para pasar por el estrecho de Malaca.
El río Mahakam, en la isla de Borneo, vierte sus aguas en el estrecho. Los principales puertos situados en sus costas son los de Balikpapan (780.000 hab. en 2007) y Bontam, en Borneo, y los de Macasar (1.315.000 hab. en 2004) y Palu (335.297 hab. en 2010) en Célebes. La ciudad de Samarinda, en Borneo, localizada a orillas del Mahakam, se encuentra unos 48 km río arriba.

## Vuelo 574 de Adam Air
El dia 1 de enero de 2007 el Vuelo 574 de Adam Air se estrello aqui cerca de la isla de Sulawesi.

## Delimitación de la IHO
La máxima autoridad internacional en materia de delimitación de mares a efectos de navegación marítima, la Organización Hidrográfica Internacional («International Hydrographic Organization, IHO), considera el estrecho de Malaca como uno de sus mares, que forma parte del conjunto «estrechos de Malaca y Singapur». En su publicación de referencia mundial, «Limits of oceans and seas» (Límites de océanos y mares, 3ª edición de 1953), le asigna el número de identificación 48m y lo define de la forma siguiente:

El canal entre la costa este de Borneo y la costa oeste de Célebes, está delimitado:
En el Norte.
Con una linea que une Tanjong Mangkalihat, Borneo (1°02'N, 118°57'E) y Stroomen Kaap (cabo Ríos), Célebes (1°20'N, 120°52'E).
En el Sur.
Por una línea desde el extremo sudoeste de Célebes (5°37'S, 119°27'E), a través de la punta sur de Tana Keke, hasta el extremo sur de Laoet (4°06'S, 116°06' E) desde allí remontando la costa occidental de esta isla hasta Tanjong Kiwi y de allí a través de Tanjong Petang, Borneo S (3°37'E 115°'57'E) al extremo sur del estrecho Laoet.
Limits of oceans and seas, pág. 29.